# Kurt Küttner
Kurt Küttner, född 15 juli 1907 i närheten av Chemnitz, död 1964, var en tysk SS-Oberscharführer. Under andra världskriget var han verksam inom Operation Reinhard, förintelsen av Generalguvernementets judiska befolkning. Han var chef för Treblinka I, även kallat det nedre lägret, som var ett tvångsarbetsläger. Fångarna arbetade i ett stenbrott, med bevattning eller med att hugga ved till kremeringsugnarna.
Küttner greps i början av 1960-talet och skulle ha ställts inför rätta vid andra Treblinkarättegången, men han avled innan domstolsförhandlingarna inleddes.